# 現場·戰場·夢工場
現場·戰場·夢工場，耗時一年多進行剪接後製的工作，紀錄台灣樂團五月天從2009年的《D.N.A創造世界巡迴演唱會》到2011年起的《諾亞方舟世界巡迴演唱會》巡演過程幕後，與演唱會幕後工作人員的血淚與心路歷程。

## 人物
| 演員           | 角色類型                                         |
| -------------- | ------------------------------------------------ |
| 阿信           | 五月天主唱                                       |
| 怪獸           | 五月天團長兼吉他手                               |
| 石頭           | 五月天吉他手                                     |
| 瑪莎           | 五月天貝斯手                                     |
| 冠佑           | 五月天鼓手                                       |
| 周佑洋（洋公） | 必應創造製作總監                                 |
| 黃士           | 節目編排監督、五月天的技師團團長及演唱會合音之一 |
| 楊宗錞         | 必應創造研發總監                                 |
| 丁度嵐         | 必應創造製作副總監                               |
| 張育書         | 必應創造技術長                                   |
| 陳皆理         | 必應創造設計總監                                 |
| 治武和宏       |                                                  |
| 三木修策       | 音響工程師，後因罹癌病逝                         |

## 票房收入
台北週末票房排行榜
| 週次 | 排行日期                 | 排行 | 本週票房 | 累計票房 |
| 01   | 2013年10月25日－10月27日 | 10   | 56萬     | 56萬     |
| 02   | 2013年11月1日－11月3日   | 09   | 41萬     | 139萬    |
| 03   | 2013年11月8日－11月10日  | 12   | 26萬     | 187萬    |
| 04   | 2013年11月15日－11月17日 | 18   | 12萬     | 212萬    |
| 05   | 2013年11月22日－11月24日 | 28   | 29.050萬 | 219萬    |

- 資料來源：K電影情報網 與 開眼電影網 （页面存档备份，存于）與 奇摩電影 （页面存档备份，存于）

## 新聞
片尾特別紀念已故的日本音響工程師三木修策，他罹患癌症卻堅持跟著巡迴，覺得「這樣才是活著」。瑪莎說他近日看紀錄片《一首搖滾上月球》，才知道片中一位罕病兒已經走了：「紀錄片最有力量的就是片子結束，故事還繼續下去，這些是任何劇本都無法呈現的真實和精彩。」

## 上映電影院
這次的《現場·戰場·夢工廠》電影，只有在台灣的威秀影城獨家上映。上映的戲院有台北信義威秀影城、新竹大遠百威秀影城、台中新時代威秀影城、台南大遠百威秀影城、高雄大遠百威秀影城。

## 各地電影分級制度和上映日期
| 國家／地區 | 級別   | 上映日期       |
| ---------- | ------ | -------------- |
| 台灣       | 普遍級 | 2013年10月25日 |
| 新加坡     | R      | 2014年1月23日  |

## 外部連結
- Yahoo奇摩電影上《現場·戰場·夢工場》的資料（繁體中文）
- 雅虎電影-：「和五月天一起活在現場，活在當下」《現場·戰場·夢工場 Live in Live》導演劉名峯專訪[永久]
- MSN娛樂上《現場·戰場·夢工場》的資料（繁體中文）

- 開眼電影網上《現場·戰場·夢工場》的資料（繁體中文）
- 豆瓣电影上《現場·戰場·夢工場》的資料 （简体中文）

- 電影相關視訊段落
  - YouTube上的Mayday五月天《現場·戰場·夢工廠 Live in Live》電影預告Trailer
  - YouTube上的Mayday五月天《現場·戰場·夢工廠 Live in Live》電影片段搶先看-五月天外天篇
  - YouTube上的Mayday五月天《現場·戰場·夢工廠 Live in Live》電影片段搶先看-瑪莎教你排曲目篇
  - YouTube上的Mayday五月天《現場·戰場·夢工廠 Live in Live》電影片段搶先看-跟著五月天去現場篇
  - YouTube上的Mayday五月天《現場·戰場·夢工廠 Live in Live》電影片段搶先看-導演劉名峯專訪
  - YouTube上的Mayday五月天《現場·戰場·夢工廠 Live in Live》電影片段搶先看-liv in laiv